# Japanse kever
De Japanse kever (Popillia japonica) is een kever uit de familie bladsprietkevers (Scarabaeidae), verwant aan de johanneskever en de meikever.

## Beschrijving
Het lichaam is ovaal van vorm, rond en dik, de dekschilden zijn relatief kort, bruin van kleur en in de lengte gegroefd. Deze 10 tot 12 millimeter lange soort lijkt daarom veel op de inheemse meikever, maar heeft een groene, metaalglanzend gekleurd borststuk en scutellum, en veel kortere dekschilden, een deel van het achterlijf steekt uit. Ook een naad in het midden van de dekschilden en een deel van de zijkanten heeft een groene kleur. Rondom het achterlijf zijn vijf wit gekleurde en zeer opvallende, borstel-achtige plukjes beharing aanwezig, en op de achterlijfspunt zitten twee grotere witte behaarde vlekken. De larven zijn in het laatste larvale stadium ongeveer 1 cm lang. Ze zijn wit of grijsachtig wit met een roodbruine kop en het lichaam is enigszins C-vormig.

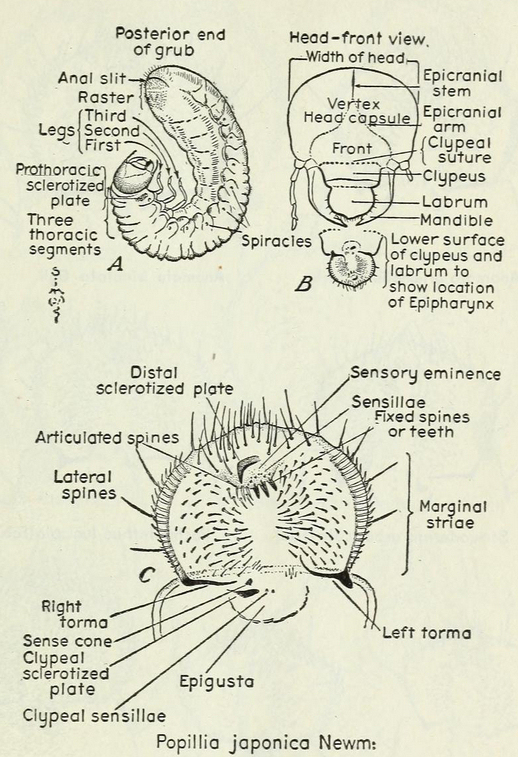
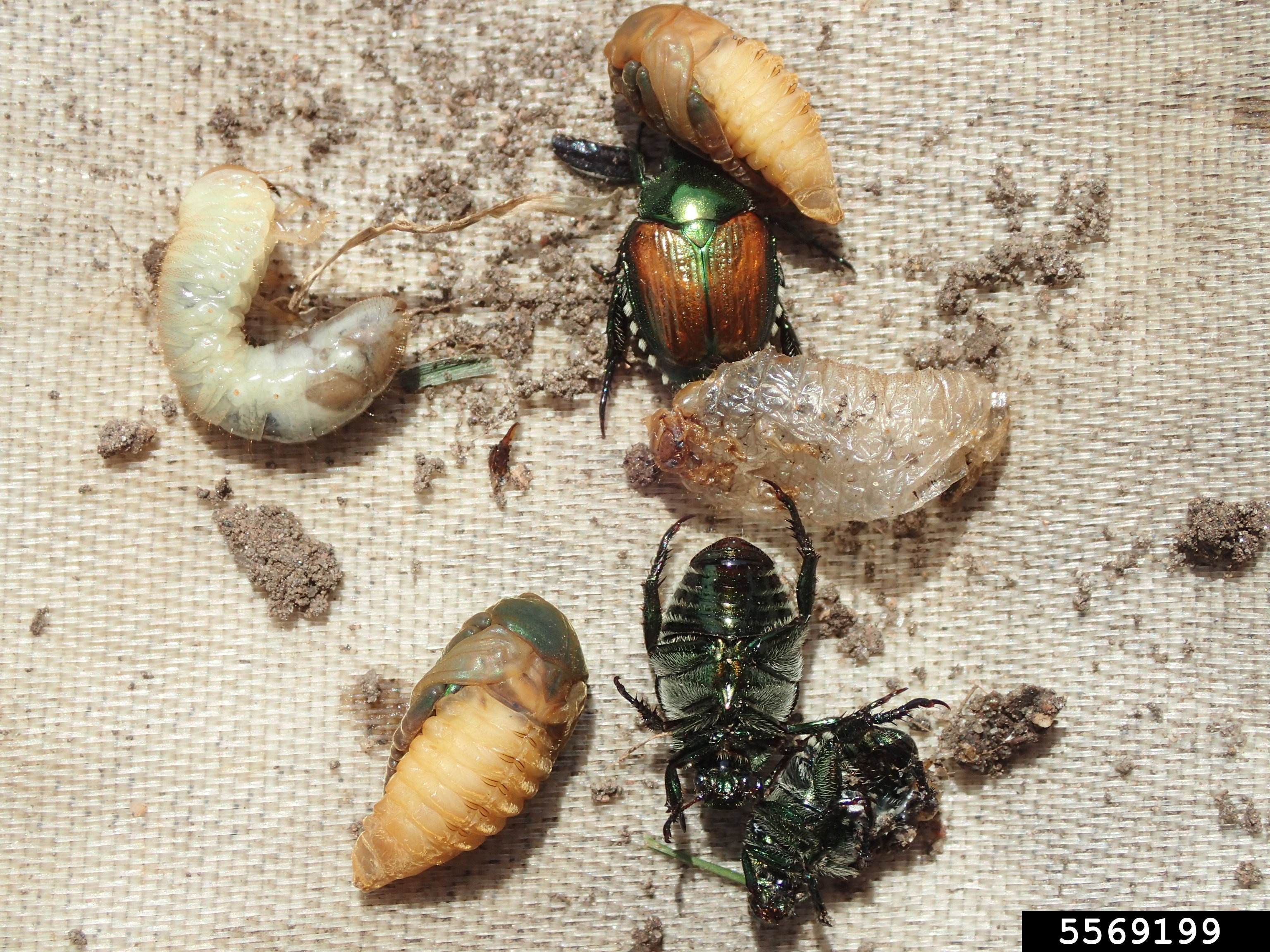
Net uit de pop gekomen volwassenen, poppen en larven
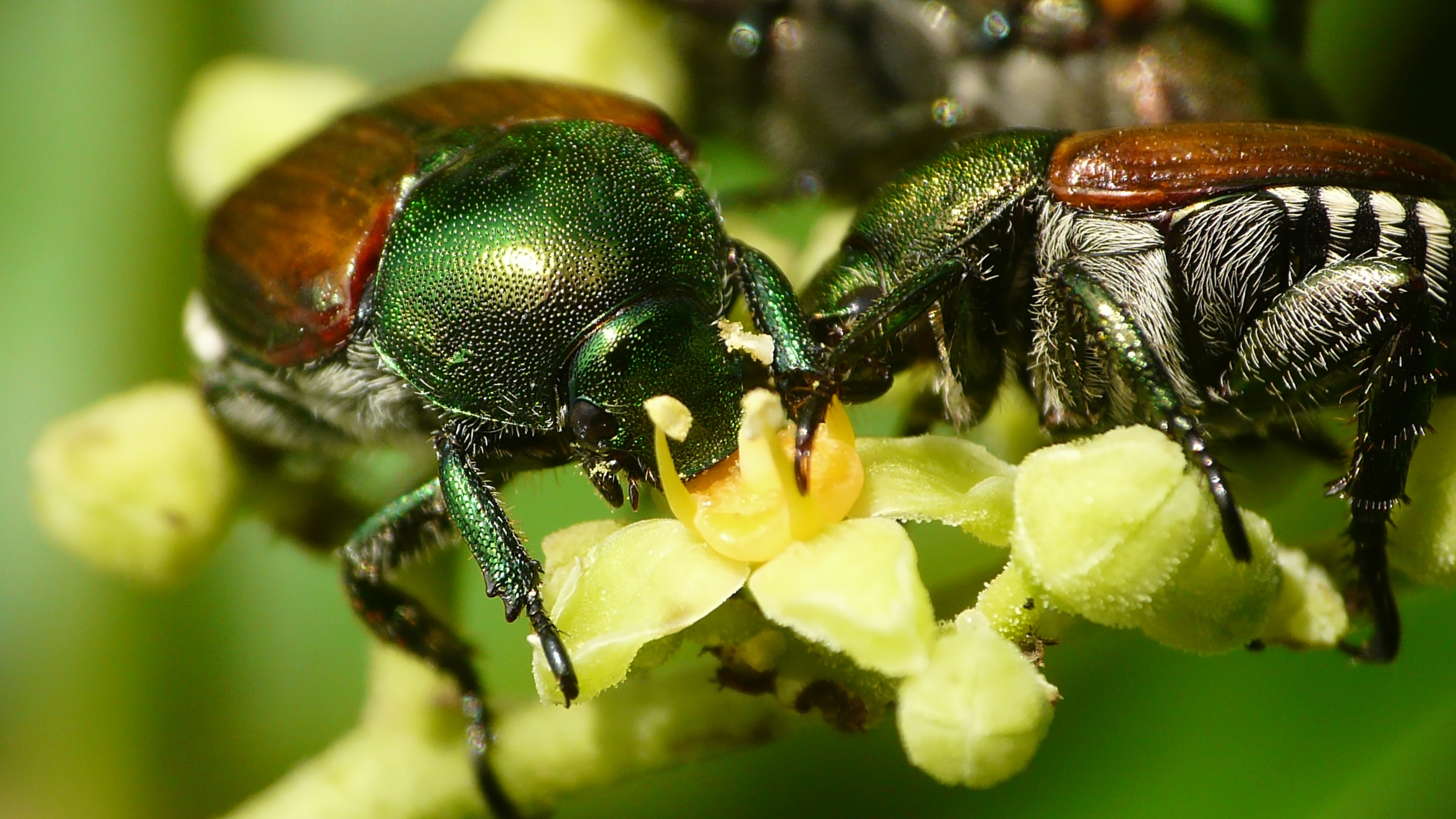
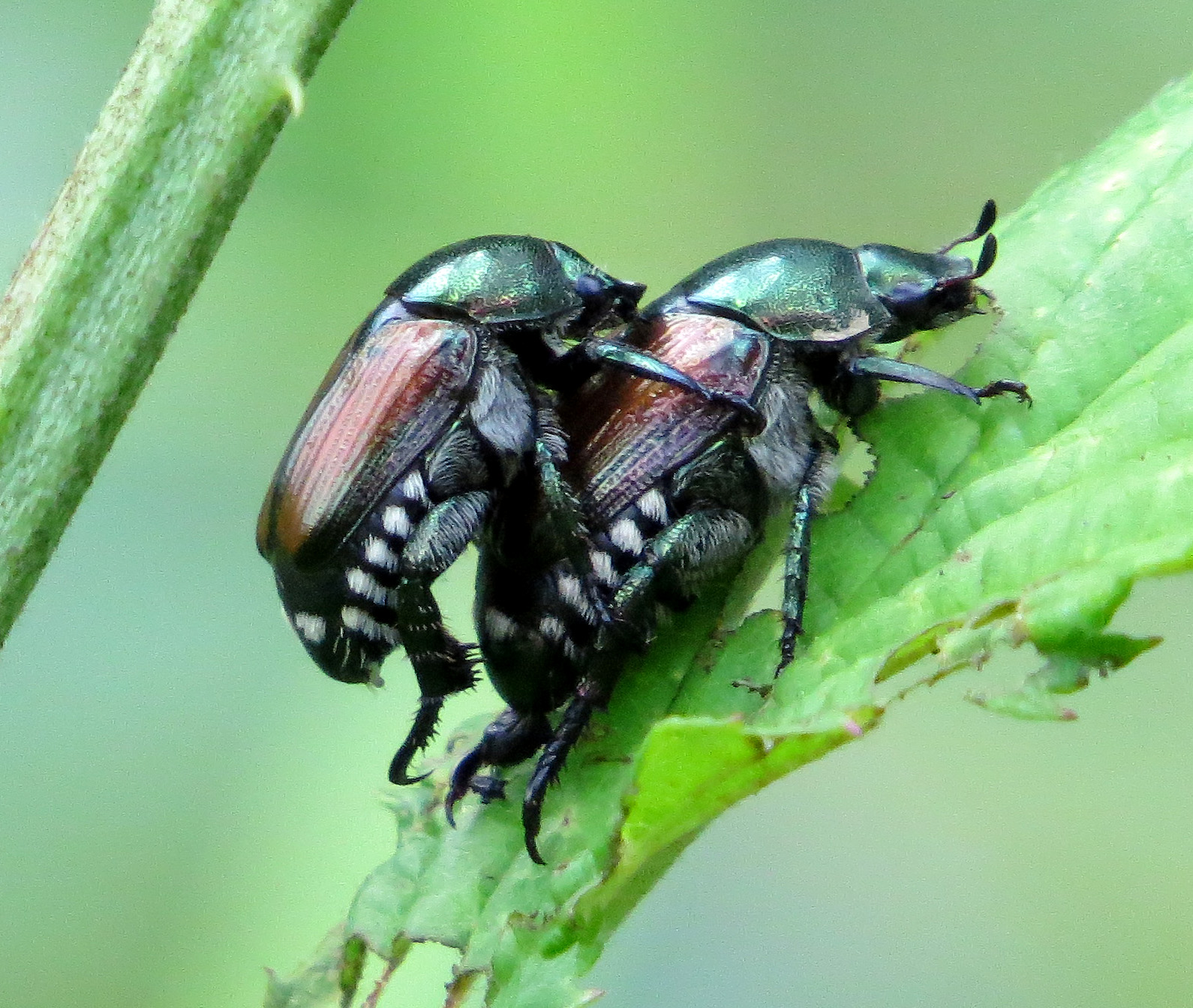
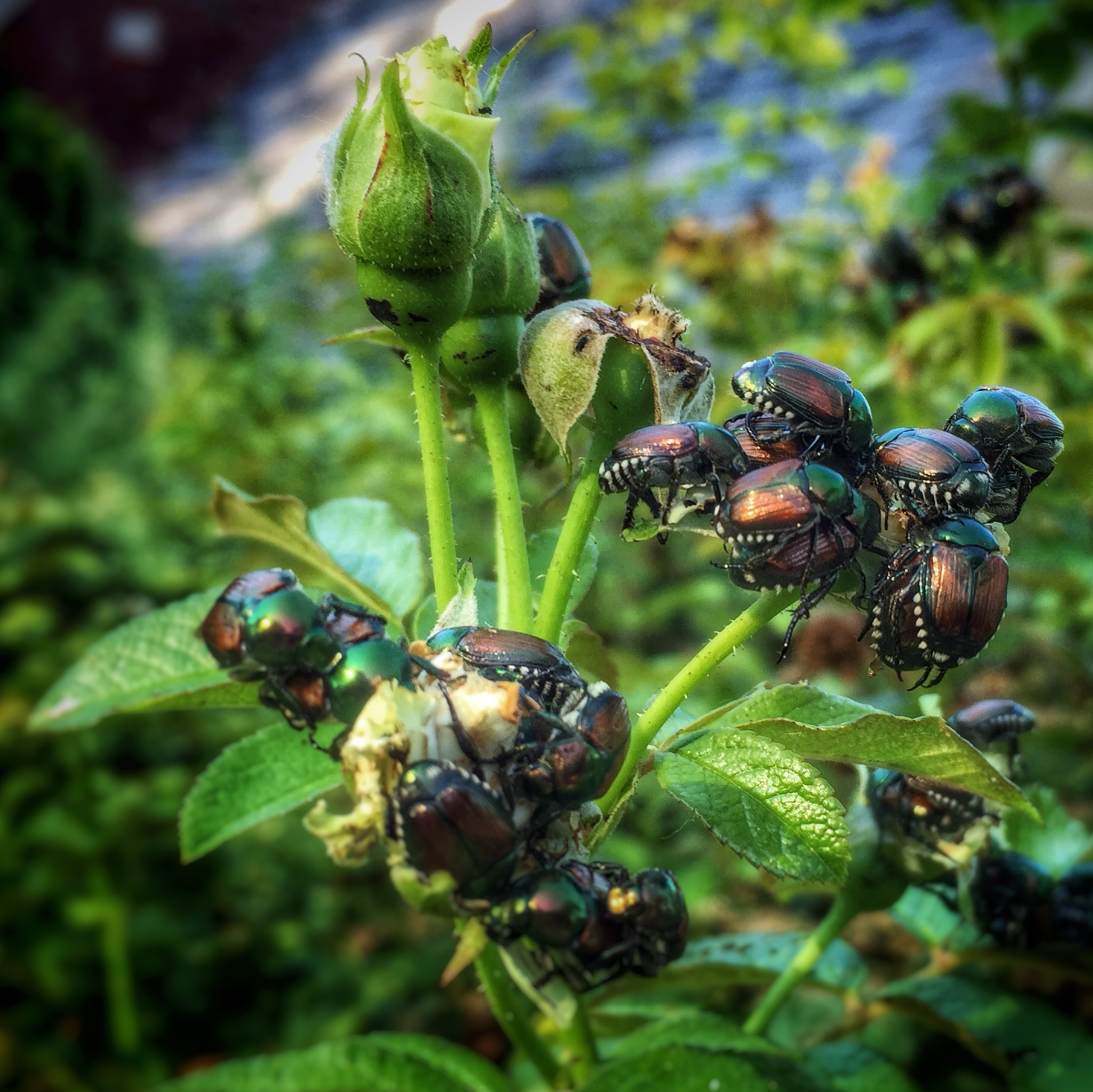
Op rozen
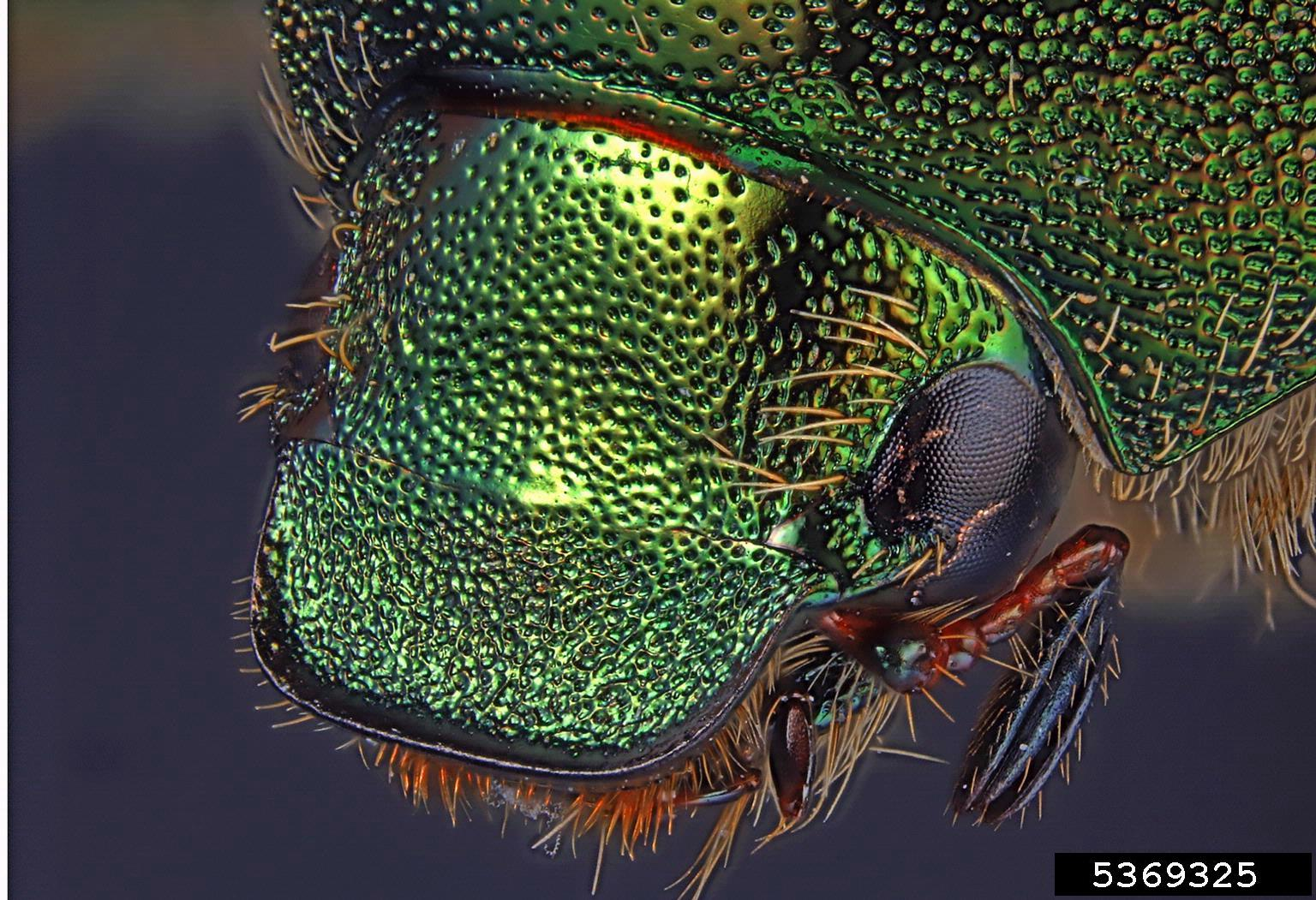
Kop
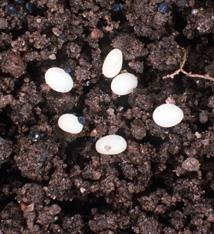
Eitjes

## Verspreiding
De Japanse kever komt oorspronkelijk uit Japan en komt tegenwoordig in veel andere Aziatische landen voor; in zuidoostelijk China, Japan, Taiwan en Korea. De soort is echter ook opgedoken in Rusland en zelfs op de eilandengroep de Azoren in de Atlantische Oceaan. Ook heeft de kever zich verspreid in Noord-Amerika, in de Verenigde Staten en Canada, en wordt vaak als plaag gezien. In 2014 werd hij gevonden in Noord-Italië en in 2017 in Zwitserland. De kever wordt in Europa beschouwd als een invasieve  exoot.

## Levenswijze
De kever eet namelijk van vele plantenfamilies (polyfaag, er zijn meer dan 300 gastheerplanten bekend) en eet de bladeren van de plant. De kevers vreten in groepen, waardoor ze een plant helemaal kaal kunnen vreten. De larve eet de wortels van gras-achtige planten, en richt dus in gazons (golflinks) soms schade aan. De larve maakt drie larvestadia door en overwintert meestal alvorens te verpoppen. Na een stadium als pop van 8 dagen tot enkele weken komt de volwassen kever tevoorschijn. Onder warme omstandigheden is de levenscyclus sneller dan in koudere, waar de cyclus soms twee jaar in beslag neemt.

## Schadelijkheid
De kevers kunnen grote schade aanrichten aan cultuurplanten en wilde planten. Vaak getroffen zijn appelbomen, steenvruchtbomen, wijnstokken, mais, bonensoorten, aardbeien, bramen, asperge en rabarber. Vanwege het grote economische risico is de kever door de Europese Unie als schadelijk dier met quarantaineplicht voor de gehele Europese Unie ingedeeld. De kever mag vandaar niet geïmporteerd en binnen de EU niet getransporteerd worden.
Omdat de Japanse kever al aan het begin van de 20ste eeuw in de Verenigde Staten tot een plaag werden, zijn verschillende natuurlijke vijanden geïntroduceerd (bijv. de sluipwesp Istocheta aldrichi en twee wespen binnen het species Tiphia) zonder veel succes. De bestrijding met de eencellige parasiet Ovavesicula popilliae is in de beginfase na de introductie in 2017.

## Parasieten
De eieren van de sluipvlieg Istocheta aldrichi worden afgezet op de prothorax van de kever en komen na ongeveer 24 uur uit, waarbij maar een larve het lichaam van de kever binnendringt. De larve verteert het eerste de vliegspieren, waardoor de kever niet meer kan vliegen. De kever valt dan op de grond en begraaft zichzelf. De aangetaste kever sterft 5 tot 6 dagen later. De sluipwesplarve blijft de gehele winter als een pop in de dode kever. Pas in het voorjaar vliegt de wesp uit. Er is slechts één generatie per jaar.

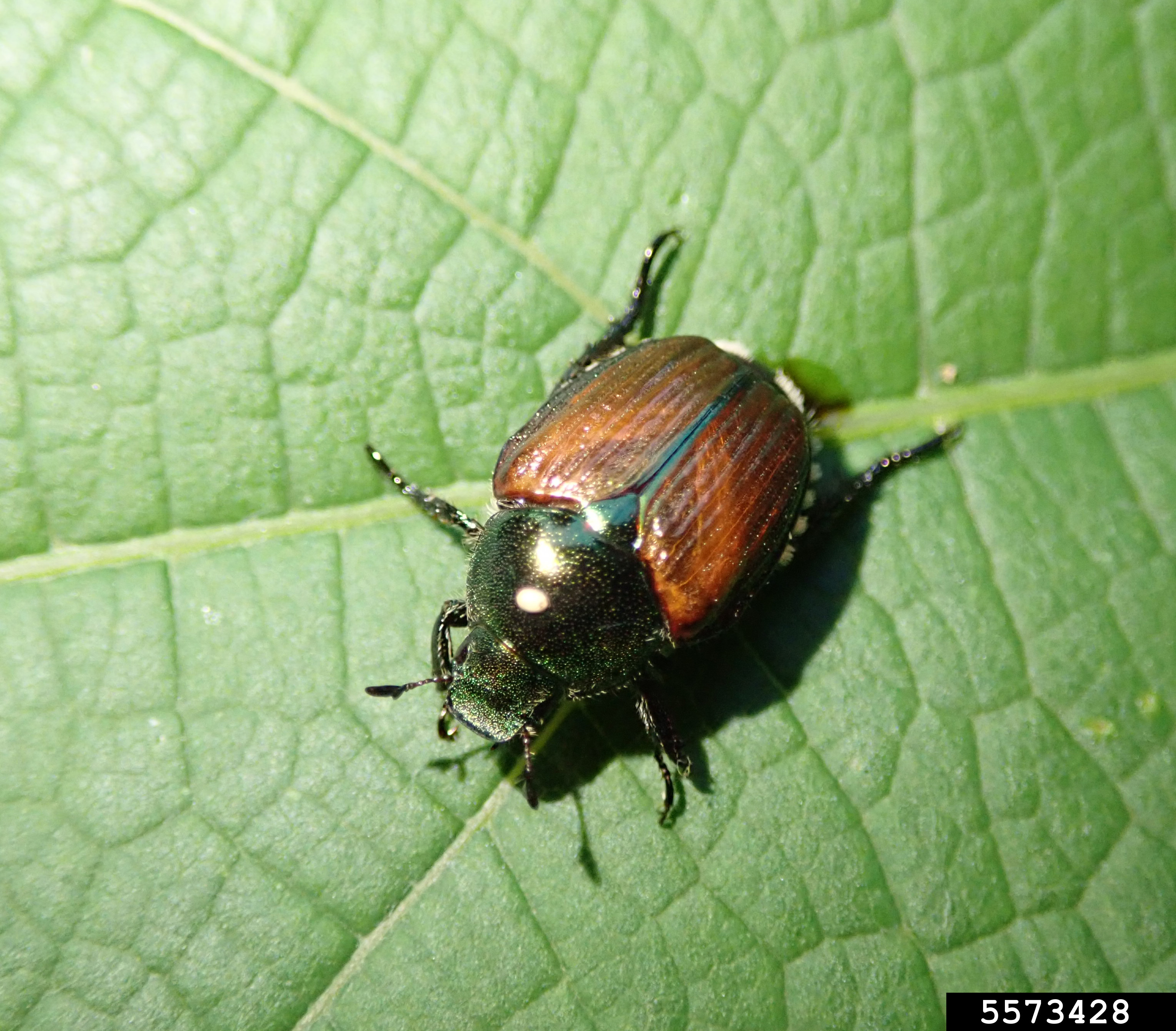
Japanse kever met ei van Istocheta aldrichi op prothorax

Als dauerlarve parasiteert de rondworm Pristionchus pacificus de kever, doodt deze en pas na de dood van de kever ontwikkelt de dauerlarve zich verder tot volwassen rondworm, waarbij de bacteriën in de dode kever als voedsel dienen. De dauerlarve beweegt op de punt van zijn staart heen en weer en als er een kever langs komt, kleeft hij zich aan de kever vast.